# Yefim Bronfman
Pour les articles homonymes, voir Bronfman.
Yefim Bronfman est un pianiste virtuose, né le 10 avril 1958 à Tachkent (Ouzbékistan), citoyen israélien depuis l'âge de 15 ans et américain depuis 1989.